# Antonio Arcos
Antonio Arcos y Arjona (Almería, 1792- París, 1862) fue un ingeniero militar y banquero español que actuó en la guerra de independencia de Chile, radicado en Francia a partir de 1823-1824

## Biografía
En España realizó sus estudios de ingeniería en la Academia de Ingenieros de Alcalá de Henares y se unió al servicio de la Caballería. 
Durante las guerras Napoleónicas, Antonio Arcos apoyó a los franceses participando en las batallas de la Victoria y Tolosa, bajo el mando del mariscal Jourdan. Tras la caída del Imperio francés, debido a su posición, se exilió en Londres, donde hacia 1814 vivía en condiciones muy difíciles, hasta que fue contratado para trasladarse al Río de la Plata. Se estableció en Mendoza y, con el apoyo del general San Martín, fundó una escuela de matemáticas a la que asistieron numerosos oficiales del ejército que se formaba en la región.

### Arcos y la independencia de Chile
El 2 de enero de 1815 fue dado de alta como sargento mayor del ejército de los Andes, convocado a Mendoza por José de San Martín, quien se encontraba planificando el cruce de los Andes para liberar a Chile del dominio español. Fue su ayudante de campo colaborando en el relevamiento geográfico previo al cruce de la cordillera.
El 4 de febrero de 1817, los 200 hombres a su mando (entre quienes se encuentra Juan Lavalle) derrotan a los españoles en la batalla de Achupallas. También luchó en batalla de Chacabuco (12 de febrero de 1817). Existe una carta fechada el 22 de abril de 1817, donde el general Bernardo O'Higgins escribe a Juan Gregorio de Las Heras ordenando el reintegro de Arcos al ejército. Junto a Jorge Beauchef, crea la Escuela Militar, de la que fue el primer director. 
Se lo recuerda especialmente por haber diseñado la bandera de Chile, a partir de una idea de José Ignacio Zenteno (aunque algunos autores asignan su diseño a Gregorio de Andía y Varela).
La víspera del desastre de Cancha Rayada (19 de marzo de 1818), San Martín comisiona a Arcos para que alerte a las divisiones próximas a Talca. Arcos abandona su puesto y se fuga a Valparaíso, donde es capturado y llevado a Santiago de Chile, una vez allí es encarcelado por desertor. San Martín le conmuta la pena y es degradado a simple soldado del Regimiento de Granaderos a Caballo.
Tras la consolidación del triunfo independentista se hace cargo de la Proveeduría del Ejército chileno y se dedica a los negocios privados. Se casa con Isabel Arlegui, de familia aristocrática pero venida a menos, y se enriquece rápidamente.
Los enemigos del entonces Director Supremo de Chile O'Higgins acusan al ministro José Antonio Rodríguez Aldea y al propio Arcos de haberse beneficiado de los contratos con el Ejército. Se acusó a Arcos, por ejemplo, de adulterar la pólvora durante la Guerra a Muerte. 

[A los marineros y oficiales] se les dan pagarés por veinticinco pesos, de los que sólo reciben cuatro en dinero; están obligados a invertir el resto en los almacenes que, con este fin, ha establecido Arcos en el puerto.
 María Graham Diario de mi residencia en Chile

Cuando cae O'Higgins (1823), Arcos se exilia, primero en Mendoza y, tras buscar a su mujer y sus 4 hijos, en Brasil, donde alterna con la corte y gestiona la decoración de las mansiones y, finalmente, en Francia, donde se relaciona con el mariscal Jourdain, antiguo oficial de Napoleón y, gracias a él, con el banquero Jacobo Lafitte. Arcos se dedica con éxito a los negocios financieros.

### Fundador del primer banco de Chile
A principios de 1849, impulsado por la revolución, sigue los pasos de su hijo Santiago y regresa a Chile. El 26 de julio de ese año obtiene licencia del gobierno para abrir en Valparaíso el primer banco chileno: Banco de Chile de Antonio Arcos y Cía, cuyo enfoque comercial moderno —toma depósito, da crédito a 3 y 6 meses, descuenta documentos y emite papel moneda— hace peligrar el negocio de los prestamistas criollos. Sin embargo, estos pronto involucran al gobierno, cuyas desmedidas exigencias obligan a Arcos a cerrar el banco en abril de 1850. Desengañado, vuelve a París, donde muere al año siguiente, legando importantes sumas de dinero.
Lo recuerda una calle del barrio de Belgrano, en Buenos Aires y otra en el barrio Kennedy de Quito, en Ecuador. Además de un cerro en la Provincia de Mendoza.